# Брянське князівство
Бря́нське князі́вство — руське князівство, яке існувало протягом XII-XV століть з центром в місті Брянськ. Спочатку у Брянську не було княжого столу, і він перебував у складі Чернігівського князівства, після монгольської навали — політичний центр Чернігово-Сіверских земель. Брянський князь зазвичай носив титул великого князя Чернігівського.

## Історія
Точний рік заснування Брянська невідомий. Умовно, на підставі даних археологічних розкопок, вважається що місто було засноване близько 985 року. 
Вперше згадується в літописах у 1146 році під назвою Дебрянськ. Назва ця, очевидно, походить від непрохідних лісів (дебрів), які оточували місто. З 1146 року Брянськ входив до складу Чернігівського князівства, в 1159 — 1167 років — до складу Вщижского князівства. У 1246 році, коли розгромлений татарами Чернігів занепав, Брянськ виділився в самостійне князівство, а в 1263 році Роман Михайлович Старий переніс в Брянськ і чернігівський стіл. В кінці XIII століття за Брянське князівство йшла міжусобна боротьба між чернігівською і смоленською гілками Рюриковичів, яка закінчилась утвердженням у Брянську представників Смоленських Ростиславичів, які правили князівством понад 50 років. У 1356 році Брянськ був захоплений литовським князем Ольгердом і став уділом Великого князівства Литовського. У 1430 Брянське князівство було ліквідовано. У 1500 році Брянськ був захоплений Іваном III і приєднаний до Московської держави, проте ще довгий час Велике князівство Литовське, а пізніше — Річ  Посполита не полишали надії повернути собі це місто.

## Правителі Брянського князівства

### Ольговичі
- Андрій Всеволодович (1246—1263)
- Роман Михайлович Старий (1263—1288)
- Олег Романович (кін. XIII)
- Михайло Романович (кін. XIII—поч. XIV)
- Олександр Романович (?)

### Ростиславичі
- Роман Глібович (кін. ХІІІ ст. — бл. 1297)
- Василь Олександрович (бл. 1297—1309)
- Святослав Глібович (1309—1310)
- Василь Олександрович (повторно) (1310—1314)
- Дмитро Романович (Олександрович) (1314— після 1333)
- Гліб Святославович (після 1333—1340)
- Дмитро Романович (Олександрович) (1340—1356)
- Василь Іванович (1356)

### Гедиміновичі
- Роман Михайлович (1356—бл. 1363(?))
- Дмитро Ольгердович Старший (бл. 1363—1379) та (1390—1399)
- Роман Михайлович (повторно) (з 1379—1390) та (1399—1401)
- Свидригайло Ольгердович (1404—1408, 1420—1430)